# Bioabsorção
Bioabsorção é a retenção e concentração de metais ou compostos orgânicos em solução por sistemas biológicos como, por exemplo, os microrganismos do solo, ou a biomassa.